# Erik Ohlson
Erik Olof Ohlson, 1:e baronet, född 19 juli 1874 i Fellingsbro, död 20 mars 1934 i Paignton, Devon, var en svensk-brittisk affärsman.
Efter utbildning i Sverige flyttade Ohlson 1901 till Storbritannien, där han i Hull grundade en egen import- och exportfirma för trävaror och kol. Dessutom var han ledamot av stadsfullmäktige i förstaden Hessle och var sheriff i Hull under två år. Han erhöll en mängd förtroendeuppdrag och upphöjdes, först till knightvärdighet 1915 och blev sedan baronet 1920, för sina förtjänster om värvning av frivilliga under första världskriget.

## Fotnoter
1. ↑  ”Results for 'sir erik ohlson' | British Newspaper Archive”. www.britishnewspaperarchive.co.uk. https://www.britishnewspaperarchive.co.uk/search/results?basicsearch=sir%20erik%20ohlson&retrievecountrycounts=false. Läst 2 december 2021.
2. ↑  ”Page 2 | Supplement 31712, 30 December 1919 | London Gazette | The Gazette”. www.thegazette.co.uk. https://www.thegazette.co.uk/London/issue/31712/supplement/2. Läst 2 december 2021.